# Веркеенко, Виталий Васильевич
Вита́лий Васи́льевич Веркее́нко (род. 1 марта 1973, Дрезден, ГДР) — глава администрации города Владивостока с 21 декабря 2017 года по 11 октября 2018 года. Основатель и генеральный директор ТРК «Приморское кольцо». Занимал должность председателя совета директоров Тихоокеанского туристического союза, являлся членом Общественной палаты Приморского края.

## Биография
Родился в Дрездене в семье военнослужащего. В 1997 году окончил Дальневосточный государственный университет по специальности «политолог-юрист». С 1995 по 2001 год работал в Дальневосточной региональной ассоциации коммерческой безопасности «Дальрасс», с 2001 по 2008 год руководил предприятием «Хино-Владивосток», в 2009 году основал ООО «Технохолдинг Сумотори», в 2011 году — ТРК «Приморское кольцо», генеральным директором которого был до 2017 года. Бывший председатель совета директоров Тихоокеанского туристического союза. Соучредитель благотворительного фонда «Оберег». Владеет английским и японским языками.

## Общественная деятельность
Работал в общественных экспертных советах при губернаторе Приморского края, был членом Общественной палаты Приморского края.

## Семья
Женат, воспитывает троих сыновей.